# ハッセ＝ダベンポートの関係式
数学において、 Davenport and  Hasse (1935) によって導入されたハッセ＝ダベンポートの関係式（ハッセ＝ダベンポートのかんけいしき、英: Hasse–Davenport relations）とは、ガウス和に関する二つの関係式で、一つはハッセ＝ダベンポートの持ち上げ関係式（Hasse-Davenport lifting relation）と呼ばれ、もう一つはハッセ＝ダベンポートの積の関係式（Hasse-Davenport product relation）と呼ばれる。ハッセ＝ダベンポートの持ち上げ関係式は、数論における異なる体上のガウス和に関連するある等式である。ヴェイユ予想に動機付けられ、Weil (1949) はこの式をある有限体上のフェルマー超曲面のゼータ関数を計算するために用いた。
ガウス和は有限体上のガンマ関数の類似物であり、ハッセ＝ダベンポートの積の関係式は次のガウスの積公式の類似物である：
{\displaystyle \Gamma (z)\;\Gamma \left(z+{\frac {1}{k}}\right)\;\Gamma \left(z+{\frac {2}{k}}\right)\cdots \Gamma \left(z+{\frac {k-1}{k}}\right)=(2\pi )^{\frac {k-1}{2}}\;k^{1/2-kz}\;\Gamma (kz).\,\!}
実際、ハッセ＝ダベンポートの積の関係式は、p-進ガンマ関数と Gross & Koblitz (1979) のグロス＝コブリッツの公式に対する類似の乗法的公式から得られる。

## ハッセ＝ダベンポートの持ち上げ関係式
F を q 個の元を持つある有限体とし、Fs を [Fs:F] = s であるような体とする。すなわち F 上のベクトル空間 Fs の次元は s である。
{\displaystyle \alpha } を {\displaystyle F_{s}} のある元とする。
{\displaystyle \chi } を F から複素数への乗法的指標 (数学)とする。
{\displaystyle N_{F_{s}/F}(\alpha )} を、{\displaystyle F_{s}} から {\displaystyle F} へのノルムで、次で定められるものとする。
{\displaystyle N_{F_{s}/F}(\alpha ):=\alpha \cdot \alpha ^{q}\cdots \alpha ^{q^{s-1}}.\,}
今 {\displaystyle \chi '} を {\displaystyle F_{s}} 上の乗法的指標で、{\displaystyle \chi } と、Fs から F へのノルムの合成で与えられるものとする。すなわち
{\displaystyle \chi '(\alpha ):=\chi (N_{F_{s}/F}(\alpha ))}
とする。
ψ をある非自明な F の加法的指標とし、{\displaystyle \psi '} を {\displaystyle \psi } と、Fs から F への跡の合成であるような {\displaystyle F_{s}} 上の加法的指標とする。すなわち
{\displaystyle \psi '(\alpha ):=\psi (Tr_{F_{s}/F}(\alpha ))}
とする。
今
{\displaystyle \tau (\chi ,\psi )=\sum _{x\in F}\chi (x)\psi (x)}
を F 上のガウス和とし、{\displaystyle \tau (\chi ',\psi ')} を {\displaystyle F_{s}} 上のガウス和とする。
このとき、ハッセ＝ダベンポートの持ち上げ関係式は次で与えられる。
{\displaystyle (-1)^{s}\cdot \tau (\chi ,\psi )^{s}=-\tau (\chi ',\psi ').}

## ハッセ＝ダベンポートの積の関係式
ハッセ＝ダベンポートの積の関係式は次で与えられる。
{\displaystyle \prod _{a{\bmod {m}}}\tau (\chi \rho ^{a},\psi )=-\chi ^{-m}(m)\tau (\chi ^{m},\psi )\prod _{a{\bmod {m}}}\tau (\rho ^{a},\psi ).}
ただし ρ は q–1 を割る exact 位数が m の乗法的指標であり、χ を任意の乗法的指標、ψ はある非自明な加法的指標である。